# Lukov, Třebíč
Lukov là một làng thuộc huyện Třebíč, vùng Vysočina, Cộng hòa Séc.